# Секереш, Дьёрдь
Дьёрдь Се́кереш (венг. Szekeres György; 29 мая 1911 — 28 августа 2005) — венгерский и австралийский математик, кавалер ордена Австралии.

## Ранние годы
Секереш родился в Будапеште, входившем в тот момент в Австро-Венгерскую империю, в еврейской семье, занимавшейся кожевенным бизнесом. Уже в школе продемонстрировал незаурядные математические способности и любовь к математике. Однако в силу практических соображений родители настояли на том, чтобы он изучал химию в Будапештском университете технологии и экономики. Получив диплом, он проработал шесть лет в Будапеште как химик-аналитик. В 1936 году женился на математике Эстер Клейн (венг. Eszter Szekeres). В этот период Секереш уже продуктивно занимался математикой. Доказанная им вместе с Палом Эрдешем в 1935 году комбинаторная теорема о выпуклых многоугольниках названа «задачей со счастливым концом» в связи с его женитьбой. В дальнейшем Секереши были вынуждены, будучи евреями, бежать от нацизма в Китай, где Дьёрдь устроился на работу в Шанхае. Там семья жила в течение Второй мировой войны, японской оккупации и начала коммунистической революции. В Шанхае у них родился сын Петер.

## Карьера
В 1948 году Секерешу предложили должность в университете Аделаиды, Австралия, которую он с радостью принял. После всех испытанных трудностей он начал успешно заниматься математикой. Через несколько лет у Секерешей родилась дочь Джули. В 1963 году семья переехала в Сидней, где Секереш получил должность в университете Нового Южного Уэльса и продолжал преподавать там до ухода на пенсию в 1975 году. Помимо преподавания и математических исследований он много времени уделял подготовке задач для школьных математических олимпиад, проводимых его университетом, и для ежегодных конкурсов, проводимых математическим обществом университета Сиднея.
Всю жизнь Секереш работал в тесном сотрудничестве со многими выдающимися математиками, включая Пала Эрдеша, Пала Турана, Белу Боллобаша, Рональда Грэма, Альфред ван дер Портен (англ. Alfred van der Poorten), Миклоша Лацковича и Джона Коутса.

## Личная жизнь
Задача со счастливым концом, названная так Палом Эрдёшем в связи с последующей свадьбой Дьёрдя, показывает, насколько неразрывно математика была связана с жизнью Секереша. В 1933 году Дьёрдь и несколько других студентов часто встречались в Будапеште на математических семинарах. На одной из этих встреч Эстер Клейн предложила задачу:
Даны пять точек на плоскости в общем положении. Доказать, что четыре из них являются вершинами выпуклого многоугольника.
Позволив Секерешу, Эрдёшу и другим участникам некоторое время поломать голову, Эстер объяснила своё несложное доказательство. Впоследствии Дьёрдь и Пал опубликовали обобщающую её результат статью. Эта работа была оригинальным развитием теории Рамсея и фундаментальным результатом комбинаторной геометрии.
Дьёрдь и Эстер умерли в один день в течение одного часа 28 августа 2005 года в Аделаиде, Австралия.

## Награды
- 1968 — медаль Томаса Ранкена Лиля[англ.] академии наук Австралии
- 2001 — университетом Нового Южного Уэльса был издан юбилейный сборник (к его 90-летию)
- 2001 — австралийской медалью столетия[англ.] «за служение австралийскому народу и науке».[5]
- 2001 — австралийское математическое общество[англ.] учредило в его честь медаль Дьёрдя Секереша[англ.].
- 2002 — кавалер ордена Австралии «за служение математике и науке, за выдающийся вклад в образование и исследования, в развитие математических олимпиад университета Нового Южного Уэльса и формирование австралийской математической олимпиадной команды.»[6]